# Беженар, Сергей Николаевич
Серге́й Николаевич Бежена́р (укр. Сергій Беженар; род. 9 августа 1970, Никополь, Днепропетровская область) — советский и украинский футболист, защитник. Выступал за сборную Украины. Мастер спорта СССР (1987).

## Биография
Воспитанник никопольской футбольной школы. Первый тренер — Василий Иванович Маслак.
Чемпион мира (юноши) — 1986 года, чемпион Европы среди молодежи — 1990 года в составе сборной СССР.
В составе олимпийской сборной СССР провел 6 матчей и забил 1 гол (1990—1991).
В конце 1980-х попал в «Днепр», за который играл вплоть до 1994. Наиболее удачно сложился сезон 1992/93, когда вместе с командой взял «серебро» чемпионата Украины. После успешного сезона селекционеры многих зарубежных, отечественных клубов, в том числе и киевского «Динамо» обратили своё внимание на ведущих днепропетровских футболистов. Зимой 1995 года состоялся самый громкий переход в украинском футболе 90-х. Четверо основных футболистов «Днепра» и сборной Украины— Сергей Беженар, Сергей Коновалов, Юрий Максимов и Евгений Похлебаев перешли в киевское «Динамо».
Завершив выступления за киевское «Динамо», Беженар в течение последующих лет так и не смог найти постоянный клуб, в котором бы провел более одного сезона.
В 1998 сыграл один матч в составе полтавской «Ворсклы», большую часть сезона 1998-99 — в киевском ЦСКА. Затем продолжил выступления в иностранных клубах. Поиграв в течение 1999—2001 годов в бельгийском «Расинге», турецком «Эрзурумспоре» и российском «Черноморце», вернулся на Украину, где провел сезон 2002-03 в составе симферопольской «Таврии». Осенью 2003 года выступал в Казахстане за клуб «Актобе».
Карьеру игрока завершил в 2004 году в ивано-франковском «Факеле».
В высшей лиге Украины провел 197 матчей, забил 28 мячей. За национальную сборную Украины сыграл 23 матчей, забил 1 мяч.

## Стиль игры
В 90-х Беженар был не просто игроком сборной Украины и киевского «Динамо» — это был лучший центральный защитник страны. Он практически не имел слабых мест, а в умении разрушать атаки соперников ему не было равных. Был хорош в отборе мяча у соперников, тактически грамотным футболистом. Запомнился исключительно хладнокровным пенальтистом.— Виктор ХОХЛЮК. «Футбол 24».

## Достижения
- Чемпион мира среди юниоров (до 16): 1987 г.
- Чемпион Европы среди юниоров (до 19): 1988 г.
- Чемпион Украины (4): 1995, 1996, 1997, 1998 гг.
- Обладатель Кубка Украины: 1996 г.
- Серебряный призёр чемпионата Украины: 1993 г.
- Бронзовый призёр чемпионата Украины (2): 1993, 1995 гг.